# Acquisizioni educative
Le acquisizioni educative sono un insieme di operazioni messe in atto da imprese di media o grande dimensione, col fine di accedere al patrimonio di idee, conoscenze e tecnologie di imprese più piccole o di recente costituzione. La logica di base è diretta alla costituzione di un legame strategico attraverso l'acquisizione di una quota di minoranza dell'impresa, eventualmente espandibile in fasi successive. La missione è garantirsi un contatto diretto ed esclusivo con esperti, in ogni momento di necessità.